# Теорема Ферма про суму двох квадратів
Теорема Ферма про суму двох квадратів в теорії чисел стверджує, що непарне просте число p є сумою двох квадратів
{\displaystyle p=x^{2}+y^{2},\,}
де x і y — цілі числа, тоді і тільки тоді, коли
{\displaystyle p\equiv 1{\pmod {4}}.}
Наприклад, прості числа 5, 13, 17, 29, 37 і 41 рівні 1 за модулем 4, тому вони рівні сумі квадратів:
{\displaystyle 5=1^{2}+2^{2},\quad 13=2^{2}+3^{2},\quad 17=1^{2}+4^{2},\quad 29=2^{2}+5^{2},\quad 37=1^{2}+6^{2},\quad 41=4^{2}+5^{2}.}
Натомість прості числа 3, 7, 11, 19, 23 і 31 рівні 3 за модулем 4 і жодне з них не рівне сумі квадратів цілих чисел.

## Доведення
Оскільки для довільного парного числа  {\displaystyle 2n,\ n\in \mathbb {Z} } його квадрат {\displaystyle (2n)^{2}=4n^{2}\equiv 0\mod 4,} а для довільного непарного {\displaystyle 2n+1,\ n\in \mathbb {Z} } відповідно {\displaystyle (2n+1)^{2}=4n^{2}+4n+1\equiv 1\mod 4} то сума квадратів двох цілих чисел за модулем 4 має бути рівною 0, 1 або 2. Відповідно жодне число рівне 3 за модулем 4 (зокрема і таке просте число) не може бути сумою двох квадратів цілих чисел.
Доведення того, що просте число {\displaystyle p\equiv 1{\pmod {4}}} є сумою двох квадратів є складнішим. Наразі відомо досить багато доведень перше з яких опублікував Ейлер.

### Перше доведення
Дане доведення вперше дав норвезький математик Аксель Туе.
Основою цього доведення є лема: якщо {\displaystyle n} є додатним цілим числом і {\displaystyle a} — ціле число, взаємно просте із {\displaystyle n}, то існують такі цілі числа {\displaystyle 0<x,y\leqslant {\sqrt {n}}} для яких або {\displaystyle ax\equiv y\mod n} або {\displaystyle ax\equiv -y\mod n.} Зокрема, як наслідок {\displaystyle n} є дільником числа {\displaystyle a^{2}x^{2}-y^{2}.}
Для доведення цього факту розглянемо усі числа {\displaystyle ax-y} для {\displaystyle 0\leqslant x,y\leqslant {\sqrt {n}}}. Загалом цих чисел є {\displaystyle (\lfloor {\sqrt {n}}\rfloor +1)^{2}>n,} а тому хоча б два із них є рівними за модулем {\displaystyle n}. Нехай це числа {\displaystyle ax_{1}-y_{1}} і {\displaystyle ax_{2}-y_{2}.} Очевидно {\displaystyle x_{1}\neq x_{2}} і {\displaystyle y_{1}\neq y_{2}} і можна вибрати позначення так, що {\displaystyle x_{1}>x_{2}.}
Тоді {\displaystyle (ax_{1}-y_{1})-(ax_{2}-y_{2})=a(x_{1}-x_{2})-(y_{1}-y_{2})\equiv 0\mod n.} Якщо позначити {\displaystyle x=x_{1}-x_{2}} і {\displaystyle y=|y_{1}-y_{2}|} то числа {\displaystyle x,y} задовольняють умови леми.
Згідно теореми Вілсона {\displaystyle (p-1)!\ \equiv \ -1\ \mod p.} Якщо {\displaystyle p=4k+1} то для {\displaystyle 1\leqslant i\leqslant 2k} маємо {\displaystyle 2k+i\equiv -2k-i+1\mod p} і тому 
{\displaystyle -1\equiv (p-1)!\ \equiv (2k)!\cdot (-2k)\cdot (-(2k-1))\cdot \ldots \cdot -2\cdot -1\equiv ((2k)!)^{2}\cdot (-1)^{2k}\equiv ((2k)!)^{2}\mod p.}
Відповідно, якщо позначити {\displaystyle N=(2k)!}, то {\displaystyle p} є дільником числа {\displaystyle N^{2}+1.} Числа {\displaystyle p} і {\displaystyle N} є взаємно простими, а тому згідно леми існують числа {\displaystyle 0<x,y<{\sqrt {p}}} для яких {\displaystyle p} є дільником числа {\displaystyle N^{2}x^{2}-y^{2}.}
Оскільки {\displaystyle p\ |\ N^{2}x^{2}-y^{2}} і {\displaystyle p\ |\ N^{2}+1}, то також {\displaystyle p\ |\ (N^{2}+1)x^{2}-(N^{2}x^{2}-y^{2})=x^{2}+y^{2}.} Але з {\displaystyle 0<x,y<{\sqrt {p}}}  випливає, що {\displaystyle x^{2}+y^{2}<2p} і тому {\displaystyle x^{2}+y^{2}=p.}

### Друге доведення
Це доведення дане Ріхардом Дедекіндом використовує поняття Гаусових чисел і ідеї комутативної алгебри і алгебричної теорії чисел.
Гаусовими числами називаються комплексні числа виду {\displaystyle a+bi},  де {\displaystyle a,b\in \mathbb {Z} .} Якщо ввести норму числа як {\displaystyle N(a+bi)=a^{2}+b^{2},} то із цією нормою гаусові числа утворюють евклідове кільце. Тому, як і довільне евклідове кільце, воно є кільцем головних ідеалів, а тому і факторіальним кільцем. Тобто кожне гаусове число записується як добуток незвідних елементів і кожен незвідний елемент є простим і навпаки.
Якщо {\displaystyle p\equiv 1{\pmod {4}}}, то як і у попередньому доведенні існує ціле число {\displaystyle n} для якого {\displaystyle n^{2}+1} ділиться на {\displaystyle p} (наприклад {\displaystyle n=(2k)!}, де {\displaystyle p=4k+1}). У кільці гаусових чисел тоді елемент {\displaystyle p} ділить {\displaystyle n^{2}+1}, що є добутком елементів {\displaystyle n+i} і {\displaystyle n-i}. Проте {\displaystyle p} не ділить жоден із цих множників оскільки елемент уявна частина якого є рівною {\displaystyle \pm {\frac {1}{p}}} не є гаусовим числом. Відповідно у кільці гаусових чисел {\displaystyle p} не є простим елементом і тому не є незвідним. Тобто існують незвідні елементи {\displaystyle q_{1},\ldots ,q_{m}} добуток яких є рівним {\displaystyle p}. Норма усіх цих елементів є більшою, ніж 1 і добуток норм має дорівнювати {\displaystyle N(p)=p^{2}.} Єдиний варіант при якому це можливо, якщо {\displaystyle p=q_{1}q_{2}} і {\displaystyle N(q_{1})=N(q_{2})=p.} Якщо тепер {\displaystyle q_{1}=x+yi} то {\displaystyle p=N(q_{1})=x^{2}+y^{2},} що і дає розклад {\displaystyle p} як суми двох квадратів.
Також у цьому випадку {\displaystyle q_{2}=x-yi.} Якщо також  {\displaystyle p=t^{2}+s^{2}} є іншим записом числа як суми квадратів, тоді {\displaystyle p=(t+si)(t-si)} є іншим записом {\displaystyle p} через незвідні елементи. Але із теорії факторіальних кілець тоді випливає, що {\displaystyle t+si=\pm (x+yi)} або {\displaystyle t+si=\pm (x-yi).} У будь-якому випадку тоді {\displaystyle t^{2}=x^{2},\ s^{2}=y^{2}} і запис {\displaystyle p} як суми двох квадратів є єдино можливим.

### Третє доведення
Коротке доведення теореми, сформульоване одним реченням дав німецький математик Дон Цагір.
Якщо {\displaystyle p=4k+1} є простим числом і позначаючи скінченну підмножину {\displaystyle S=\{(x,y,z)\in \mathbb {N} ^{3}:x^{2}+4yz=p\}} множини трійок натуральних чисел, на {\displaystyle S} існують дві інволюції. Простіша визначається як {\displaystyle (x,y,z)\mapsto (x,z,y)}, Усі її можливі її нерухомі точки виглядають як {\displaystyle (x,y,y)} і дають розклади {\displaystyle p} як суму двох квадратів. Відповідно для доведення теореми достатньо довести наявність хоча б однієї такої нерухомої точки.
Інша інволюція множини {\displaystyle S} записується як:
{\displaystyle (x,y,z)\mapsto {\begin{cases}(x+2z,~z,~y-x-z),\quad \,\,\,x<y-z\\(2y-x,~y,~x-y+z),\quad \,\,\,y-z<x<2y\\(x-2y,~x-y+z,~y),\quad \,\,\,x>2y\end{cases}}}
Її єдиною нерухомою точкою є {\displaystyle (1,1,k)}. Оскільки всі інші точки розбиваються на пари, елементи яких переводяться один в інший під дією інволюції, то потужність множини {\displaystyle S} є непарним числом. Але під дією будь-якої інволюції на скінченній множині {\displaystyle S}  елементи множини діляться на пари, елементи яких переводяться один в інший і нерухомі точки. Оскільки множина {\displaystyle S} має непарну кількість елементів, то будь-яка інволюція має хоча б одну нерухому точку. Зокрема для стандартної інволюції {\displaystyle (x,y,z)\mapsto (x,z,y)} існує деяка нерухома точка {\displaystyle (x,y,y)} і тоді {\displaystyle p=x^{2}+4y^{2}.}

## Твердження для довільних натуральних чисел
Числа {\displaystyle 1=1+0} і {\displaystyle 2=1+1} є рівними сумі двох квадратів. Також із тотожності Брамагупти:
{\displaystyle \left(a^{2}+b^{2}\right)\left(c^{2}+d^{2}\right)=\left(ac-bd\right)^{2}+\left(ad+bc\right)^{2}}
випливає, що якщо два числа можна записати як суму квадратів, то і їх добуток буде сумою квадратів.
Послідовно використовуючи цю властивість одержується, що будь-яке число простими дільниками якого є число 2 і всі непарні прості числа {\displaystyle p\equiv 1\mod {4}} може бути записане як сума квадратів.
Також якщо {\displaystyle n=x^{2}+y^{2}}, то для довільного цілого числа {\displaystyle m}:  {\displaystyle m^{2}n=(mx)^{2}+(my)^{2}}, звідси зокрема будь-яке ціле число у розкладі якого на прості множники, прості числа виду {\displaystyle p\equiv 3{\pmod {4}}} присутні із парними степенями теж може бути записане як сума двох квадратів.
Нехай тепер {\displaystyle p\equiv 3\mod {4}} є простим числом і {\displaystyle p|(x^{2}+y^{2}).} Тоді також {\displaystyle p|x} і відповідно також {\displaystyle p|y.} Справді в іншому випадку числа {\displaystyle x^{2}} і {\displaystyle y^{2}} є взаємно простими із {\displaystyle p} і {\displaystyle x^{2}\equiv -y^{2}\mod p.} Тоді згідно малої теореми Ферма:
{\displaystyle 1\equiv x^{p-1}\equiv (x^{2})^{p-1 \over 2}\equiv (-y^{2})^{p-1 \over 2}\equiv (-1)^{p-1 \over 2}y^{p-1}\equiv -1\mod p,}
що є неможливим.
Відповідно якщо таке просте число є дільником числа {\displaystyle n=x^{2}+y^{2}} тоді також {\displaystyle p|x} і {\displaystyle p|y.} Звідси, як  наслідок {\displaystyle p^{2}|n.} Тому якщо деяке число {\displaystyle n} ділиться на {\displaystyle p} але не {\displaystyle p^{2}} воно не є сумою двох квадратів. 
Аналогічно, якщо {\displaystyle n=x^{2}+y^{2}} і {\displaystyle n=p^{2k+1}m}, де {\displaystyle p\equiv 3\mod {4}} і {\displaystyle m} не ділиться на {\displaystyle p}, то як і вище {\displaystyle p|x} і {\displaystyle p|y} і якщо {\displaystyle x=px_{1}} і {\displaystyle y=py_{1}}, то також 
{\displaystyle n_{1}=p^{2k-1}m=x_{1}^{2}+y_{1}^{2}.}
Продовжуючи цей процес отримуємо після k кроків: {\displaystyle pm=x_{k}^{2}+y_{k}^{2},} що згідно попереднього є неможливим. Отже і число {\displaystyle n=p^{2k+1}m} не є сумою двох квадратів.
Остаточно твердження теореми для всіх цілих чисел є таким: число {\displaystyle n} є рівним сумі квадратів двох цілих чисел тоді і тільки тоді коли у розкладі числа {\displaystyle n} на прості множники, прості числа виду {\displaystyle p\equiv 3\mod {4}} входять із парними степенями.